# Robert Kauer (Altphilologe)
Robert Kauer (* 12. Juni 1868 in Wien; † 9. November 1930 ebenda) war ein österreichischer Klassischer Philologe. Er ist besonders als Editor des Komödiendichters Terenz bekannt.

## Leben
Robert Kauer studierte Klassische Philologie an der Universität Wien, wo er 1893 zum Dr. phil. promoviert wurde und 1895 die Lehramtsprüfung für Latein und Griechisch ablegte. Während seines Studiums wurde er 1887 Mitglied der Burschenschaft Libertas Wien. In den folgenden Jahren unternahm er Forschungsreisen nach Italien, auf denen er zahlreiche Handschriften der Terenz-Komödien kollationierte. Mit der Edition des Terenz beschäftigte er sich sein ganzes Leben lang.
Ab 1898 arbeitete Kauer als Gymnasiallehrer in Wien, zunächst als provisorischer, ab 1900 als wirklicher Gymnasialprofessor. Ab 1903 hielt er außerdem als Privatdozent der Klassischen Philologie Vorlesungen und Übungen an der Universität Wien ab. 1908 wechselte Kauer vom Schuldienst in die Schulverwaltung: Er wurde zum Landesschulinspektor für die deutschen Schulen im Küstenland (an der Adria) ernannt. Als dieses Kronland nach dem Ersten Weltkrieg an Italien fiel, kehrte Kauer nach Wien zurück. Dort arbeitete er als Abteilungsvorstand für Berufsfürsorge im neugeschaffenen Staatsamt für soziale Verwaltung und trat 1923 als Sektionschef in den Ruhestand. Während seines Wirkens im Staatsamt für soziale Verwaltung zählte er zu den Pionieren der Berufsberatung, deren wirtschaftliche und soziale Bedeutung er als erster Österreicher erkannte und propagierte. In diesem Zusammenhang stand er auch mit dem Schriftsteller Christoph Wieprecht in Kontakt; Briefe Kauers an Wieprecht werden am Fritz-Hüser-Institut für Literatur und Kultur der Arbeitswelt in Dortmund aufbewahrt.
Im Ruhestand nahm Kauer seine Vorlesungstätigkeit an der Universität Wien wieder auf. Ab dem Sommersemester 1926 leitete er die Lateinkurse für Realschulabsolventen. 1928 wurde er zum titularen außerordentlichen Professor ernannt. Seine Unterlagen gingen nach seinem Tod an das Institut für Klassische Philologie und von dort 2003 an die Österreichische Akademie der Wissenschaften.
Als Philologe beschäftigte sich Kauer vor allem mit dem Komödiendichter Terenz, besonders mit Textkritik und Metrik. Er verfasste mehrere Aufsätze und betreute den Literaturbericht über Terenz für die Jahre 1898 bis 1908. Eine frühe Frucht seiner Terenzstudien war die Bearbeitung der Ausgabe von Karl Dziatzko, die Kauer 1903 in zweiter Auflage herausbrachte. Gemeinsam mit Wallace Martin Lindsay gab er 1926 die Oxford-Ausgabe des Terenz heraus, die in der Bearbeitung von Otto Skutsch (1958) bis heute die Grundlage der Beschäftigung mit dem Dichter bildet.

## Schriften (Auswahl)
- Studien zu Pacianus. Wien 1902. In: Zweiter Jahresbericht des k. k. Staats-Gymnasiums im XIII. Bezirke in Wien, 1901/02 Digitalisat
- Ausgewählte Komödien des P. Terentius Afer. Herausgegeben von Karl Dziatzko. 2., veränderte Auflage, Leipzig 1903. Nachdruck Leipzig 1921
- mit Wallace Martin Lindsay: P. Terenti Afri Comoediae. Oxford 1926
- Literatur zur Berufsberatung. Wien 1928
- P. Terentius Afer, Andria, Text und Kommentar. Bielefeld 1930